# Jemal Le Grand
Jemal Le Grand, född 30 juni 1994 i Oranjestad, Aruba, är en arubansk simmare som tävlade i 100 meter fristil för män för Aruba i olympiska sommarspelen 2012,
 där han även var landets flaggbärare.

### Fotnoter
1. ↑  ”Jemal Le Grand”. London2012.com. Arkiverad från originalet den 8 december 2012. https://archive.is/20121208203827/http://www.london2012.com/athlete/le-grand-jemal-1086714/. Läst 28 juli 2012.